# Siegmund A. Wolf
Siegmund Andreas Wolf (* 15. Juni 1912 in Magdeburg; † 18. November 1987 in Lünen, Kreis Unna) war ein deutscher Sprachwissenschaftler, Germanist, Jiddist und Lexikograph, der sich insbesondere mit dem Jiddischen, Rotwelschen und Romani befasste.
Wolf legte 1929 in Magdeburg das Abitur ab und befasste sich anschließend zunächst freiberuflich mit genealogischen Archivarbeiten. Ab 1931 arbeitete er als Dolmetscher für Jiddisch und „Zigeunersprachen“ für das preußische Innenministerium, nach der Machtübernahme der Nationalsozialisten wurde ihm 1933 aus politischen Gründen gekündigt. Anschließend betrieb er seine „Zigeunerforschung“ weiter, zum Teil auch in – wohl unfreiwilliger – Verbindung mit den Rassenforschungseinrichtungen des NS-Staats. Mit der Rassenhygienischen Forschungsstelle geriet er jedoch in Konflikt, da er sich weigerte, ihr seine Bibliothek zu verkaufen, welche die Gestapo daraufhin 1936 beschlagnahmte. Er erhielt ein Studienverbot, wurde wegen „staatsgefährdender Tätigkeit“ verfolgt und mehrmals verhaftet.
Daraufhin floh Wolf zunächst in die Schweiz, wo er sich wieder mit seinen Privatstudien, vor allem zum Sanskrit, befassen konnte. 1940 emigrierte er weiter nach England, nahm dort ein Medizinstudium auf und diente während des Zweiten Weltkriegs in der Britischen Armee, die ihn zeitweilig nach Indien entsandte. Nach Kriegsende kehrte er nach Deutschland zurück, 1946–1947 war er als Regierungsinspektor in der Sozialfürsorge im Land Sachsen (in der sowjetischen Besatzungszone) tätig. Aus der SBZ wechselte er nach West-Berlin, wo er 1948–1949 als Sonderdolmetscher für die französische Militärverwaltung arbeitete.
Danach widmete er sich als Privatgelehrter seinen großen Wörterbuch-Projekten: zum Rotwelschen („deutsche Gaunersprache“, erste Auflage erschienen 1956), Romani (von Wolf als „Zigeunersprache“ bezeichnet, 1960) und zum Jiddischen (1962). Von 1957 bis 1965 erhielt er für seine Forschung ein Stipendium der DFG. 1963/1964 hatte er außerdem einen Lehrauftrag für Jiddisch an der Freien Universität Berlin, die ihm 1964 aufgrund seiner wesentlichen Forschungsbeiträge „zur Erschließung des Rotwelschen, des Zigeunerischen und des Judendeutschen“ die Ehrendoktorwürde verlieh. Die ihm an der FU angebotene Stelle als Studienrat im Hochschuldienst (nicht aber Akademischer Rat) lehnte Wolf als unangemessen ab.
Eine geplante Habilitation bei Wilhelm Wissmann kam aufgrund dessen Todes 1966 nicht zustande. Stattdessen habilitierte sich Wolf 1969 bei Peter von Polenz an der Universität Heidelberg und erhielt die Lehrberechtigung für Deutsche Philologie mit besonderer Berücksichtigung des Jiddischen und der Fach- und Sondersprachen. Anschließend lehrte er am Germanistischen Institut der Ruhr-Universität Bochum und wurde dort 1971 auch zum außerplanmäßigen Professor ernannt.
In den 1950er- und 1960er-Jahren setzte sich Wolf einerseits für eine Entschädigung der in der NS-Zeit verfolgten Roma und Sinti sowie für eine Bestrafung von Tätern des Porajmos wie Robert Ritter und Eva Justin ein. Andererseits stand er selbst in der Kontinuität der rassistisch geprägten „Zigeunerforschung“, wie sie auch bereits vor der NS-Herrschaft und nach ihr weiter praktiziert wurde, und lobte etwa die Arbeiten Martin Blocks als objektiv-wissenschaftlich.

## Veröffentlichungen (Auswahl)
- Wörterbuch des Rotwelschen. Deutsche Gaunersprache. 2. Auflage. Buske, Hamburg 1985 [1958].
- Großes Wörterbuch der Zigeunersprache. Bibliographisches Institut, Mannheim 1960.
- Jiddisches Wörterbuch. 2. Auflage. Buske, Hamburg 1986 [1962].